# 후지와라노 요리나가
후지와라노 요리나가(일본어: 藤原 頼長 ふじわら の よりなが[*])는 헤이안 시대 말기의 공경이다. 아버지 후지와라노 다다자네의 후원에 의한 후지와라 씨장자·내람으로 가문의 옛 부흥·기강을 세우려 나섰지만, 관백·후지와라노 다다미치(요리나가의 형)와 대립하며 타협을 모르는 성격에 의한 악좌부(悪左府)라는 별명을 얻은다. 후에 도바인의 신뢰를 잃고 실각한다. 그의 정적들인 비후쿠몬인·다다미치·신제이 등에 벼랑으로 몰리고 호겐의 난에서 패사했다.

## 생애

### 셋칸케의 기대주
어렸을 때의 이름은 아야와카(菖蒲若)로, 다이지(大治) 5년(1130년), 후지와라노 아쓰미쓰(藤原敦光)가 가져온 글자 가운데 나카미카도 무네타다(中御門宗忠)가 「미도(御堂, 후지와라노 미치나가)와 우지 공(宇治殿, 후지와라노 요리미치)의 함자를 하나씩 따자」고 제의하면서 「요리나가」라는 이름을 얻게 되었다. (《주우기》 정월 3일조) 원복을 하고 정5위하 관위를 얻어 시종(侍従)・고노에노쇼조(近衛少将)・이요노곤노카미(伊予権守)로 임관되고, 같은 해 우콘노에노곤노쥬조(右近衛権中将)가 되었다. 덴쇼(天承) 원년(1131년)에 요리나가의 관위는 종3위가 되었고, 이듬해 산기(参議)를 거쳐 곤노주나곤(権中納言)으로 승진한다. 조쇼(長承) 2년(1133년)에는 여덟 살 연상의 도쿠다이지 사네요시(徳大寺実能)의 딸 고시(幸子)와 혼인하였다.
조쇼 3년(1134년), 곤노다이나곤(権大納言)이 되었다. 또한 누이 야스코(泰子, 다카노인高陽院)가 도바 상황의 황후로 책봉되고 황후궁대부(皇后宮大夫)를 겸하게 된다. 호엔(保延) 2년(1136년)에는 나이다이진(内大臣), 우콘노에노다이쇼(右近衛大将)를 겸하게 되었다. 호엔 5년(1139년), 동궁부(東宮傅)가 되어 사콘노에노다이쇼(左近衛大将)를 겸임하게 되었다. 규안(久安) 5년(1149년), 사다이진(左大臣)으로 승진한다.

### 마사루코(多子)・시메코(呈子)의 입궐 경쟁
시라카와 상황(白河上皇)의 인세이(院政) 아래서 곤경에 처해 있었던 후지와라 셋칸케는 도바인(鳥羽院)의 인세이 시작과 함께 요리나가의 이복 누이 야스코(泰子)가 도바 상황의 황후가 되면서 가까스로 숨이 트였다. 후사가 없었던 형 다다미치는 덴지(天治) 2년(1125년) 요리나가를 양자로 들였지만, 고지(康治) 2년(1143년)에 아들 모토미치(基実)가 태어나자 마음을 바꾸어 셋칸의 지위를 자기 소생에게 물려주고자 아버지 다다자네(忠実)・요리나가와 대립하게 되었다.
규안 6년(1150년) 정월 4일에 고노에 천황(近衛天皇)의 원복을 요리나가가 주관하였고, 엿새 뒤에 요리나가의 양녀 마사루코(多子)가 입궐, 19일에는 뇨고(女御)가 되었다. 그러나 2월에 형 다다미치도 후지와라노 고레미치(藤原伊通)의 딸 시메코(呈子)를 양녀로 맞았고, 도바인에게 「셋칸이 아닌 자의 딸이 황후가 될 수는 없사옵니다」라고 아뢰었다(《다이키》 2월 12일조). 시메코는 도바인의 총비 비후쿠몬인(美福門院)의 양녀이기도 했기에 다다미치는 비후쿠몬인과의 제휴로 셋칸의 지위를 보장받고자 했던 것이다. 도바 법황은 이 문제를 깊이 받아들이지 않고 마사루코를 그대로 황후로 삼고, 시메코는 중궁으로 들이는 것으로 일을 매듭지으려 하였다. 그러나 다다자네・요리나가 부자와 다다미치의 대립은 더욱 깊어져 회복이 어려울 지경이 되고 말았다.
9월 26일, 결국 다다자네는 셋칸케의 정저(正邸)・히가시산조도노(東三条殿)와 보물인 주기칠반(朱器台盤)을 압수해 씨장자(氏長者) 지위와 함께 요리나가에게 주어버렸고, 다다미치와는 의절하고 말았다. 나아가 이듬해 닌표(仁平) 원년(1151년) 정월 3일에 다다자네는 다다미치에게 양도했던 후지와라노 모로자네(藤原師実)・후지와라노 모로미치(藤原師通)의 일기 정본까지 압수해 요리나가에게 넘겨준다(《다이키》 규안 7년 정월 3일조). 다다미치의 친남매인 다카노인 야스코 역시 이복 형제 요리나가에게 등을 돌렸고, 가지고 있던 셋칸케의 거점 가운데 하나였던 쓰치미카도도노(土御門殿)도 요리나가에게 주어 버렸다. 그러나 도바 법황은 앞서의 입궐 문제와 마찬가지로 애매한 태도를 견지했고 다다미치를 간파쿠(関白)로 그대로 두면서 요리나가에게도 따로 나이란(内覧)의 선지를 주었다(천황이 내리는 조칙이나 태정관의 의결 문서를 가장 먼저 볼 수 있는 권리를 지녔던 나이란은 원래 간파쿠가 겸임하는 것이 관례였다). 이로써 간파쿠와 나이란이 나란히 서는 이상 상태가 펼쳐졌다.
다다미치의 아들이기도 한 지엔(慈円)이 지은 《구칸쇼》(愚管抄)의 기록에 따르면, 일찍이 다다미치 아래서 아들처럼 자란 은의를 잊지 않았던 요리나가는 궁중에 다다미치가 입궐할 때 깍듯이 예를 갖추며 관계 개선의 실마리를 노렸지만, 완고한 태도의 아버지와 형 앞에서(주변의 동정만 사고) 실패하고 말았다고 한다.

### 집정과 고립
집정 대신이 된 요리나가는 의욕에 불탔고 학술의 재흥, 이완된 정치의 쇄신을 목표로 내세웠다. 그 신조는 쇼토쿠 태자(聖徳太子)의 17조 헌법에 따른 천하를 발란반정(撥亂反正)한다는 것이었다(《다이키》 고지 2년 10월 22일조). 
당시에는 이미 열리지 않게 된 지가 오래였던 구교들의 회의를 규칙적으로 열어서 회의에서 중요한 국정을 논하게 하고, 귀족 관인들의 근무 태도를 일일이 조사하여 매달 초하루마다 조정에 출근한 기록을 제출하게 하였다(이 출근기록은 귀족들의 승진에 관한 평가 기준이었다). 또한 치안 회복을 명분으로 율령의 집행에 대해서도 엄격한 태도를 보였는데, 지각한 귀족의 집을 모조리 불태워 버렸다(《이마카가미》)거나, 자신의 허가도 없이 멋대로 칼부림을 벌인 하인(게라이)의 팔을 잘라 버렸다(《다이키》)거나 하는 등이었다. 
그러나 율령이나 유교 윤리를 지나치게 내세운 나머지 실정을 도외시한 요리나가의 정치는 주변의 이해를 얻지 못했고, 조정에서 실권을 행사하던 인(院)의 근신(近臣)이었던 중・하급 귀족의 반발을 초래해 요리나가를 고립시키고 말았다. 고노에 천황마저 요리나가를 꺼렸다.
북방에서 세력을 떨치던 오슈 후지와라 씨(奥州藤原氏)의 후지와라노 모토히라(藤原基衡)에게도 현지에 있던 요리나가 자신의 장원(荘園)의 연공을 늘려서 바칠 것을 요구했고, 긴 교섭 끝에 닌표 3년(1153년)에 타결하였지만 요리나가가 당초 요구했던 양보다 대폭 낮춘 것이었고, 이에 요리나가는 분개하였다고 일기에 쓰고 있다. 
그 뒤 요리나가는 주변과의 충돌을 겪으면서 차츰 문제아로 떠오르고 말았다. 그 충돌상은, 홋쇼지 행차 때에 주나곤 후지와라노 사네히라의 가마를 부숴 버리거나, 닌표 원년(1151년) 9월에 게닌(家人)을 시켜 도바 법황의 총신 후지와라노 이에나리(藤原家成)의 저택을 부숴버리고 그 하인을 잡아들였으며, 닌표 2년(1152년) 닌나지(仁和寺) 경내에 게비이시(検非違使)를 보내 승려와 충돌했고, 닌표 3년(1153년) 5월에 이와시미즈 하치만구(石清水八幡宮)로 도망쳐 숨은 죄인을 강제로 끌어내면서 유혈 사태, 같은 해 6월에 가미가모 신사(上賀茂神社) 경내에서 고후쿠지(興福寺) 승려를 포박하면서 소란을 피우는 등, 이었다(당시 일본에서 사찰이나 신사는 정부의 사법권이 미치지 못하는 치외법권 지대로 간주되었다). 
후지와라노 이에나리의 하인을 잡아들인 사건에 대해 《구칸쇼》에는 '세간에 전하는 이야기'라 하여 처음 사네히라의 가마를 부숴 버린 것을 전해 듣고, 요리나가를 총애하던 아버지 다다자네조차 대노해서 “제놈이 아무리 성정이 못되어도 도바인의 근신인 후지와라노 이에나리에게는 그렇게 할 수 없을 것”이라고 탄식했는데, 이를 전해 들은 요리나가는 "부모라 해도 자신을 그렇게 생각하는 것은 싫다"며 자신의 측근인 하타노 기미하루와 함께 일을 꾸며서, 이에나리의 집 근처 골목에 하인을 잠복시켜 놓고 그 집 앞을 지나가다 마침 다카아시다(굽 높은 나막신)을 신은 이에나리의 하인을 '무례하다'며 잡아들인 것이라고 적고 있다.
이러한 일련의 사건은 요리나가 자신의 '강기 숙정'이라는 의미도 있었지만 지샤(寺社) 세력과의 대립을 더욱 깊게 했고 닌표 4년(1154년) 4월, 엔랴쿠지(延暦寺) 승려들이 만산 저주 사건을 일으켰다. 이로써 요리나가는 대립 세력의 분노와 결집을 촉발시켰고 나아가서는 차츰 인(법황)의 신뢰마저도 잃어버리고 만다.
규주(久寿) 2년(1155년) 7월 23일, 고노에 천황이 붕어하였다. 차기 천황을 결정하는 왕자의정(王者議定)에 참가한 것은 구가 마사사다(久我雅定)와 산조 기미노리(三条公教)로, 모두 비후쿠몬인파 구교들이었다. 천황 후보로써 물망에 오른 것은 시게히토 친왕(重仁親王, 스토쿠 상황의 아들)으로써 가장 유력한 대상이었으나, 비후쿠몬인의 양자였던 모리히토 왕(守仁王)이 결정되었고, 그 중계로써 모리히토 왕의 아버지 마사히토 친왕(雅仁親王)이 태자 책봉도 거치지 않은 채 29세의 나이로 즉위하게 되었다. 이가 고시라카와 천황이다. 모리히토 왕의 나이는 아직 어렸고 엄연히 장유의 서열이 있는데 아버지를 제치고 아들이 먼저 오를 수는 없다는 목소리가 높았기 때문이다. 아울러 마사히토 친왕 옹립의 배경에는 마사히토의 유모의 남편이었던 신제이(信西)의 책동도 있었으리라 추측된다.
이 중요한 시기에 요리나가는 때마침 아내의 상을 맞아 출사하지 못했고, 이어 '고노에 천황의 죽음이 다다자네・요리나가의 저주 때문'이라는 소문까지 나돌면서 나이란 지위까지 잃고 사실상 요리나가는 실각 상태가 되고 만다. 무녀에 빙의된 고노에 천황의 영이 무녀의 입을 빌어 「누군가 짐을 저주해 아타고 산(愛宕山)의 덴구(天公) 상에 눈에다 못을 박았다. 짐은 눈이 아파 괴로워하다가 결국 죽고 말았노라」라고 진술하는 사건이 있자 조사해 본 결과 아타고 산에서 눈에 못이 박힌 덴구가 발견되었고 산승이 「5〜6년 전부터 밤중에 누군가 못을 박고 갔었다」고 진술하는 바람에(《다이키》 규주 2년 8월 27일조) 다다자네는 요리나가를 근신시키고 다카노인을 통해 요리나가에 대한 도바인의 신뢰를 되찾고자 했지만, 12월에 다카노인이 죽으면서 그 희망은 무너졌다.

### 호겐의 난
호겐(保元) 원년(1156년) 7월 2일, 도바인이 사망하며 사태는 급변하고, 7월 5일에 「상황(스토쿠 상황)과 좌부(左府, 후지와라노 요리나가)가 작당해 군을 일으켜 국가를 뒤엎으려 한다」는 소문이 나돌면서 이에 대응하기 위해 수도 안의 무사들에 대한 단속이 실시되고(《효한키》 7월 5일조) 도바인의 초칠일인 7월 8일에는 다다자네・요리나가의 장원에서는 군병을 징발할 수 없도록 하는 고시라카와 천황의 윤지(綸旨)가 모든 구니마다 내려졌다. 동시에 구란도(蔵人)・다카시나노 도시나리(高階俊成)와 미나모토노 요시토모(源義朝)의 휘하 병사들이 히가시산조도노에 난입해 저택을 몰관하는 사태가 벌어졌다(몰관은 모반죄인에게나 적용하는 재산 몰수의 형벌이었다). 요리나가를 국가를 뒤엎으려 한 모반자, 대역죄인 취급한다는 의미였다.
한때는 일본을 좌지우지하던 후지와라 셋칸케의 씨장자가 하루 아침에 모반자로 전락한 이 전대미문의 사태에 셋칸케의 게시(家司)였던 다이라노 노부노리(平信範)는 자신의 일기 《효한키》(兵範記)에서 「차마 붓으로 일일이 다 적지도 못하겠다」며 한탄하였다(《효한키》 7월 8일조). 이를 전후해 다다자네・요리나가가 무언가 행동을 보인 흔적은 없으며, 무사를 동원하는데 성공해 압도적 우위에 서게 된 고시라카와 천황 진영이 도발한 것으로 볼 수 있다. 다다자네・요리나가 부자는 궁지에 몰렸고 무력 행사라는 방법으로 국면을 타개하는 것 말고 다른 방법은 없었다.
모반자로 몰린 요리나가는 군사 행동의 정당성을 얻고자 스토쿠 상황을 끌어들일 것을 결의했다. 상황측의 거점이었던 시라카와기타도노(白河北殿)에는 귀족으로써 상황의 측근이었던 후지와라노 노리나가(藤原教長)나 요리나가의 어머니 쪽 연줄인 후지와라노 모리노리(藤原盛憲)・쓰네노리(経憲) 형제가, 무사로써는 다이라노 이에히로(平家弘)・미나모토노 다메요시(源為義)・다이라노 다다마사(平忠正) 등이 결집하였으나, 그 전력은 셋칸케의 사병집단에 한정되어 있었고, 몹시 약소한 열세라는 것은 명백했다. 군의(작전회의)에서 미나모토노 다메토모(源為朝)가 고시라카와 천황의 처소인 다카마쓰도노(高松殿)를 야습(야간기습)할 것을 주장했지만 요리나가는 "상황과 천황이 나라를 놓고 벌이는데 어찌 그런 거칠고 야만스러운 방법을 쓰겠느냐"며 듣지 않고 고지식하게도 고후쿠지의 승병 등 야마토(大和) 원군이 오기를 기다릴 것을 결정하였다.
천황측은 「이때껏 들려오던 풍문이 드디어 사실이 된 것이다」(《효한키》 7월 10일조)라며 무사를 동원했고 11일 새벽 시라카와기타도노에 기습을 감행(이는 다메요시의 아들로 천황측에 가담했던 미나모토노 요시토모의 건의에 의한 것이었다), 시라카와기타도노는 불타 버렸고 싸움은 천황측의 승리로 끝났다. 상황측은 완전히 붕괴되는 가운데 요리나가는 게시 후지와라노 나리타카(藤原成隆)의 부축으로 말에 올라 고쇼를 빠져나왔다. 그러나 미나모토노 시게사다(源重貞)가 쏜 화살에 목을 맞는 중상을 입었다. 
구로도 쓰네노리 등의 보호를 받아 피를 흘리면서 12일 아라시 산(嵐山) 방면을 지나 13일에는 배를 타고 오오이 강(大井川, 지금의 가쓰라 강現桂川)의 우메쓰에서 우부네(가마우지 낚시에 사용하는 작은 배)를 타고 건너 오구라 연못(巨椋池)을 지나 기쓰(木津)로 도주하였다. 마지막 희망으로써 요리나가는 나라(奈良)로 가서 아버지 다다자네와 만나고자 했지만, 당시 지족원에 유폐되어 있던 다다자네는 "후지와라의 씨장자라는 자가 화살에 맞았다는 것은 가스가 대명신(春日大明神)의 가호를 잃었다는 뜻인데, 그런 부정한 자를 내 처소에 가까이 들일 수는 없다"며 이를 거절하였다. 14일에 실의에 빠진 채 요리나가는 야마토의 한냐미치 방면으로 내려갔고 배 위에서 자결하였다. 향년 37세였다.
요리나가의 유해는 나라의 한냐노(般若野)에 묻혔으나 신제이의 명으로 파헤쳐져 검시당하는 치욕을 당하기도 하였다. 《구칸쇼》에는 나카유키의 아들에게 물어 후지와라노 요리나가가 화살을 맞던 당시의 전황을 기록하였는데, 전장에 있던 오이미카도 저택 앞에서 말에 타지 않은 상태로 일을 보다 화살이 날아들어 요리나가의 귀 아래에 명중했으며, 요리나가가 절명한 뒤에 구로도 쓰네요리와 도서윤 도시나리, 감물 노부요리 등 두세 명이 한냐지 대로 쪽에서 얼마 떨어진 곳까지 올라가 그의 시신을 화장하였다, 고 적고 있다.
요리나가 사후 그의 아들인 모로나가(師長)・가네나가(兼長)・다카나가(隆長)・노리나가(範長) 4형제는 유배에 처해지고, 세 사람은 유배지에서 죽었으며 유일하게 살아남은 모로나가만 이후 수도로 돌아오는 것을 허락받았으며, 훗날 그의 아버지와 정적으로써 한때 대립했던 고시라카와인의 인세이 아래서 태정대신(太政大臣)까지 올랐다가, 다시 다이라노 기요모리(平清盛)에 의해 유배당하는 파란만장한 생애를 살았다.
호겐의 난이 끝나고도 오랫동안 요리나가는 스토쿠인과 더불어 ‘조정과 나라를 뒤엎으려 한 죄인’ 취급을 받았고, 모로나가가 수도로 돌아오고 태정대신이 된 뒤까지도 그러한 인식은 변하지 않았다. 그러나 21년이 지난 안겐(安元) 3년(1177년)에 엔랴쿠지 강소, 안겐의 대화재, 시시가타니 음모 사건 등의 대사건이 잇달아 터지면서 일본 조정은 호겐의 난에서 죽은 후지와라노 요리나가의 원령이 일으키는 저주 때문이라며 두려워했다. 결국 그 해 8월 3일, 원령을 달래기 위해 스토쿠 상황에게 당초의 시호였던 「사누키인」(讚岐院)을 「스토쿠인」으로 바꾸고, 요리나가에게도 정1위 태정대신을 추증하였다(《햐쿠렌쇼》).

## 인물
어린 시절에는 아버지 다다자네의 명을 따르지 않고 말을 달리며 산과 들을 돌아다녔지만 말에서 떨어져 죽을 뻔한 위기를 넘기고 나서는 마음을 고쳐 학문에 정진했다고 술회하고 있다. 목욕 중에도 귀족 청년들을 불러다 순번을 정해 곁에서 책을 읽게 하고 그것을 외우는 등 학문에 몰두하였으며, 중국과 일본의 1,300여 권에 달하는 서적을 두루 읽었다고 한다. 요리나가의 조카인 지엔 승정은 《구칸쇼》에서 “일본 제일의 대학자(大學生), 화한(和漢)의 재주를 두루 쌓은 자”라고 그 학식을 평가하였다. 
고지 원년(1142년) 10월의 니이나메노마쓰리(大嘗祭) 때에는 의식 관련 조사를 밤을 새워가며 행했고, 의례가 끝난 뒤에도 열흘 간에 걸쳐 그 방대한 식전 행사의 내용을 기록해 남기는 등, 사무적으로도 능력이 뛰어났다.
중국의 법률과 역사를 철저히 공부하였고 유학의 도에 박식한 누구나 인정하는 대학자였음에도, 의외로 문학은 서툴렀던지 “와카(和歌)의 도(道)는 깊지 않습니다“라며 공언하기까지 했고 한시(漢詩)에도 별반 흥미를 보이지 않았다고 한다. 군담소설 《호겐 이야기》에는 와카를 지어 보라는 법황의 명에 "시가(詩歌) 따위는 취미로 즐길거리에 지나지 않으며, 조정의 정치에는 중요하지 않습니다."라며 거절했다고 적고 있다. 
후지와라노 요리나가가 남긴 일기 《다이키》(台記)에는, 불로장생의 영약으로 알려진 국화주를 즐기는 귀족들 사이에서 "나는 딱히 오래 살고 싶은 생각 없다"며 마시지 않았다거나, 일식이 일어나 귀족들이 하늘의 재앙이라며 두렵게 여기고 근신하는 와중에도 "일식은 기상현상일 뿐 두려울 게 없다"며 태연했다는 기록도 남아 있다.
격렬한 데다 타인에게 엄격한 깐깐한 성격으로 ‘속이 시커멓고 용서가 없는 빡빡한 인간’이라는 평을 받기도 했고, ‘악좌부’라는 별칭으로 유명한데 이 ‘악’도 현대 일본어에서의 ‘사악하다’라는 의미라기보다는 성질 ・ 능력 ・ 행동 등이 보통 사람을 뛰어넘는 그 자체에서 오는 공포와 경외의 표현이다. 다만 사적인 복수에 대해서도 기록해 남겼는데 태정관(太政官) 관인을 죽인 범인이 조정의 사면령으로 풀려나자 이에 분노해 자신의 하인(이자 남색 상대) 하타노 기미하루(秦公春)를 시켜 그를 죽이게 하고서 이 사실을 ”하늘을 대신해 벌을 주었다“(天に代わって之を誅するなり)고 일기에 남기고 있다.
사생활 면에서 남색을 즐겼던 사실까지 일기에 기록해 남기고 있는데, 일본의 사학자 도노 하루유키(東野治之)나 고미 후미히코(五味文彦)의 연구에 따르면 일기에 기록된 후지와라노 요리나가의 남색 상대로는 하인이었던 하타노 기미하루 ・ 하타노 기미토(秦兼任) 외에도, 구게(公家)로써 후지와라노 다다마사(藤原忠雅) ・ 후지와라노 다메미치(藤原為通) ・ 후지와라노 기미요시(藤原公能) ・ 후지와라노 다카스에(藤原隆季) ・ 후지와라노 이에아키라(藤原家明) ・ 후지와라노 나리치카(藤原成親) ・ 미나모토노 나리마사(源成雅), 무사로써 미나모토노 요시카타(源義賢) 등의 이름이 특정된다. 고미 후미히코는 이 가운데 네 명까지가 인의 근신으로써 권세를 떨치던 후지와라노 이에나리의 친족이라고 지적하고 있다.
또한 후지와라노 다다미치로부터 앵무새와 공작(孔雀)을 받았을 때, 사람의 말을 하는 앵무새를 신기하게 여겨 이를 관찰하고 "이 앵무새는 혀가 사람처럼 동그랗게 되어 있어서 사람과 같은 말을 할 수 있는 듯 한데, 중국에서 건너 왔으면 중국말을 해야 할 것을 일본말을 하고 있는 이유는 잘 모르겠다"고 일기에 남겼는데, 이는 헤이안 시대 일본의 앵무새 관찰 기록으로써 진기한 사료로 꼽힌다.